# Shan
Pour les articles homonymes, voir Shan (homonymie).
Les Shan, également appelés Dai ou Thai Yai, sont un groupe ethnique de langue tai de l'Asie du Sud-Est. Ils forment la plus grande minorité ethnique de Birmanie. Bien qu'il n'existe pas de recensement fiable en Birmanie depuis 1935, il y a quatre à six millions de Shan soit 10 % environ de la population totale,. Le CIA Factbook estime qu'ils sont cinq millions en Birmanie. Les autres Shan se répartissent en Inde (Âhom), en Chine, en Thaïlande, au Laos et au Vietnam.
Les Chinois appellent cette ethnie Tai Shan ou Dai Shan.

## Groupes
Les groupes principaux des Shan sont :
1. Tai Yai (တႆးယႂ်ႇ) ou Thai Yai (thaï : ไทใหญ่); « véritable Shan », de loin le plus grand groupe, terme par lequel les Shan sont désignés en Thaï.
2. Tai Lü ou Tai Lue (တႆးလိုဝ်ႉ). Ils se répartissent traditionnelemnent dans la préfecture de Xishuangbanna (en Chine) et les États de l'est.
3. Tai Khuen ou Tai Khün (တႆးၶိုၼ်), un sous-groupe du Tai Yai qui est majoritaire dans la région de Keng Tung. L'ancienne famille dirigeante de  l'état de Kengtung appartient à ce groupe.
4. Tai Nüa ou Tai Neua, (တႆးၼိူဝ်). Les « Tai du Nord ». Ce groupe vit au nord de la rivière Shweli , principalement dans le Dehong, en Chine.

Les locuteurs du shan, du lue, du khun et du nua forment la majorité des Dai en Chine.

## Culture
La majorité des Shan sont bouddhistes theravada mais certains croient en la religion du peuple Tai, une forme de croyance populaire animiste, ou au christianisme. Les Shan constituent l'un des quatre principaux groupes ethniques bouddhistes de Birmanie ; les autres sont les Birmans, les Môns et les Arakanais. Le môn fut la principale source du bouddhisme et de l'alphabet shan.
La plupart des Shan parlent la langue shan et sont bilingues en birman. La langue shan, parlée par environ 5 ou 6 millions de personnes, est étroitement liée au thaï et au laotien et appartient au sous-groupe taï de la branche dite « kam-tai » des langues taï-kadaï. À ce sous-groupe appartiennent aussi notamment le zhuang de sud de la Chine, le lao au Laos, le thaï en Thaïlande et les langues tày des régions montagneuses du nord du Viêt Nam. La langue la plus proche du shan est le lü du sud de la Chine. La langue shan est parlée dans l'État shan, certaines parties de l'État de Kachin, certaines parties de la division de Sagaing en Birmanie, certaines parties du Yunnan et dans certaines parties du nord-ouest de la Thaïlande, y compris la province de Mae Hong Son et la province de Chiang Mai. Les deux principaux dialectes diffèrent par le nombre de tons : le shan de Hsenwi possède six tons, tandis que le shan de Mongnai en a cinq. L'alphabet shan est une adaptation du môn, influencée par le birman.
Les Shan sont traditionnellement des cultivateurs de riz, des commerçants et des artisans.

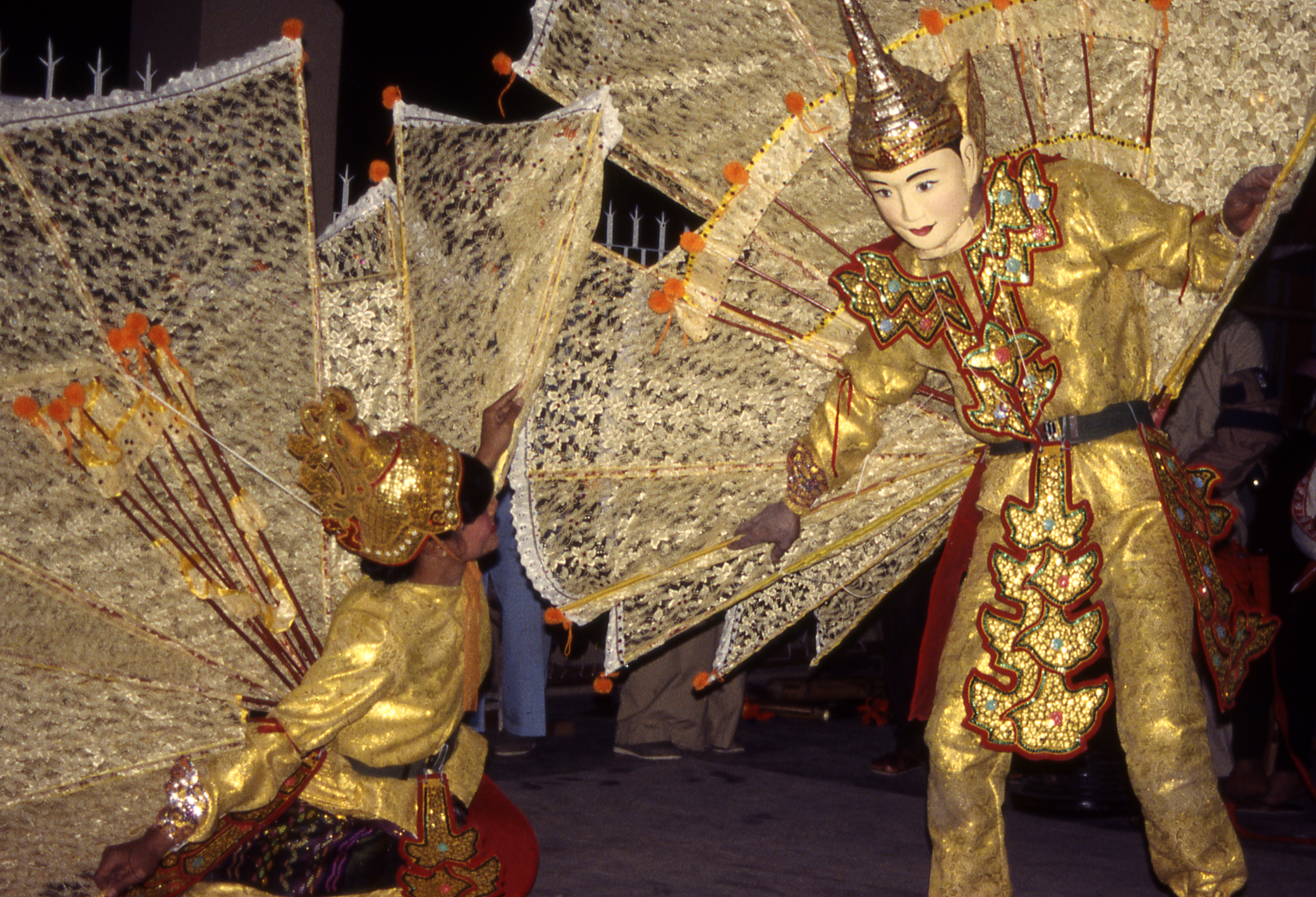
La kinnara shan et danse kinnari[10].
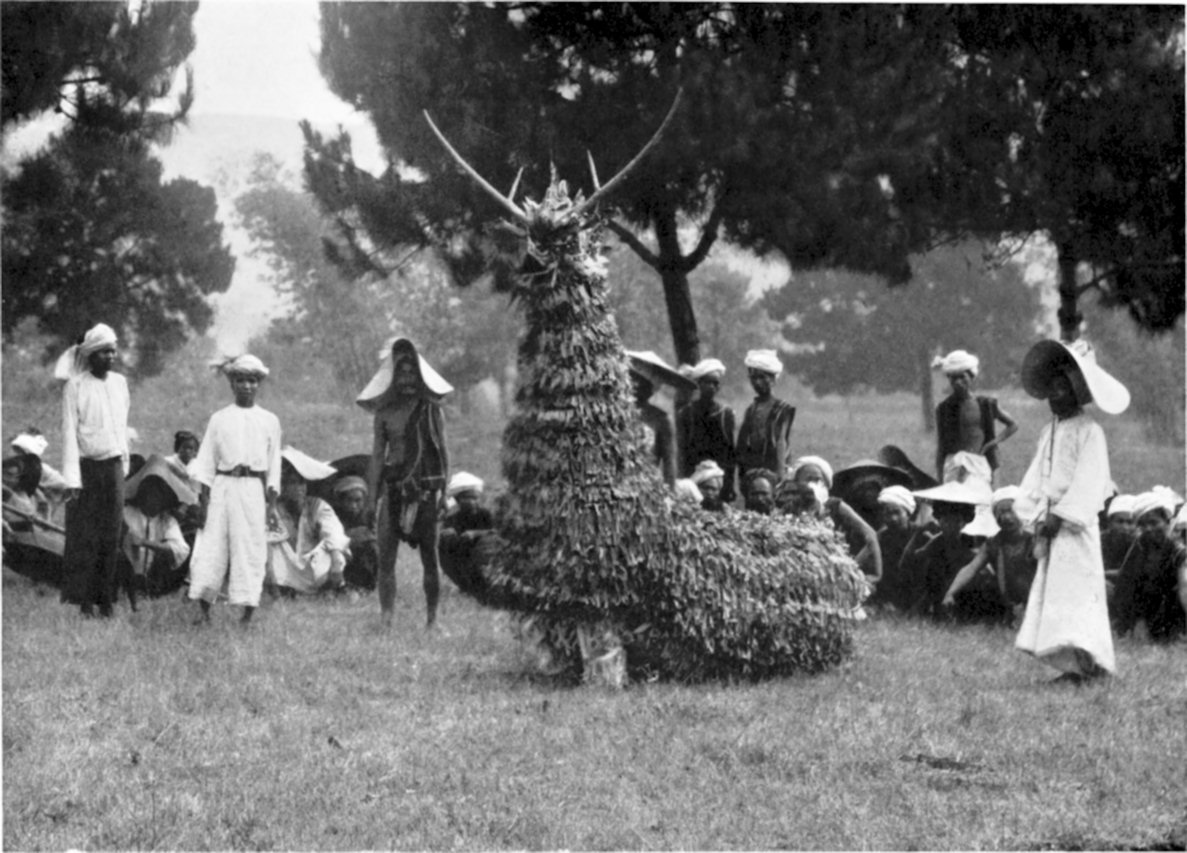
Une cérémonie shan de danse du cerf au début des années 1900.
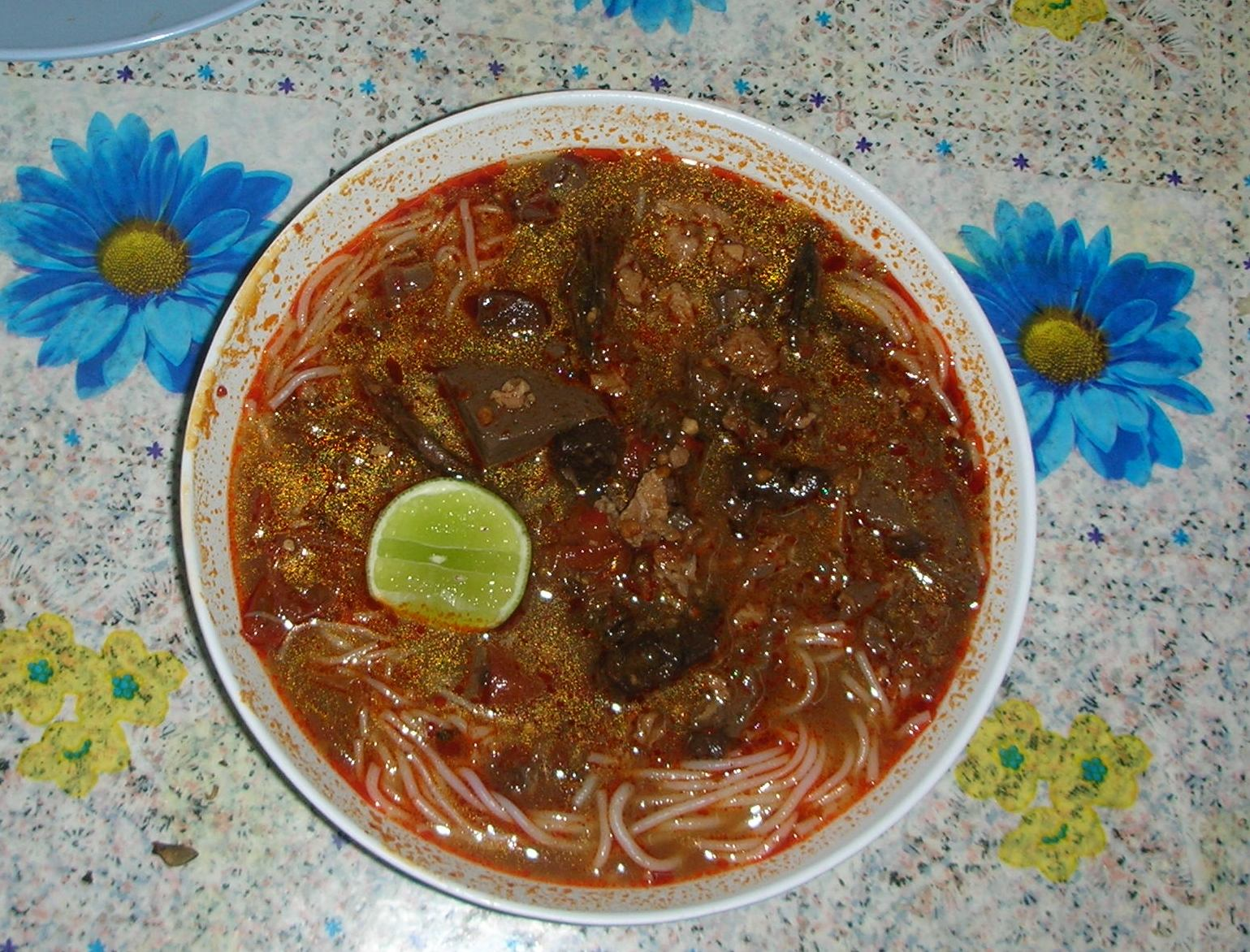
Nam ngiao, un plat shan.
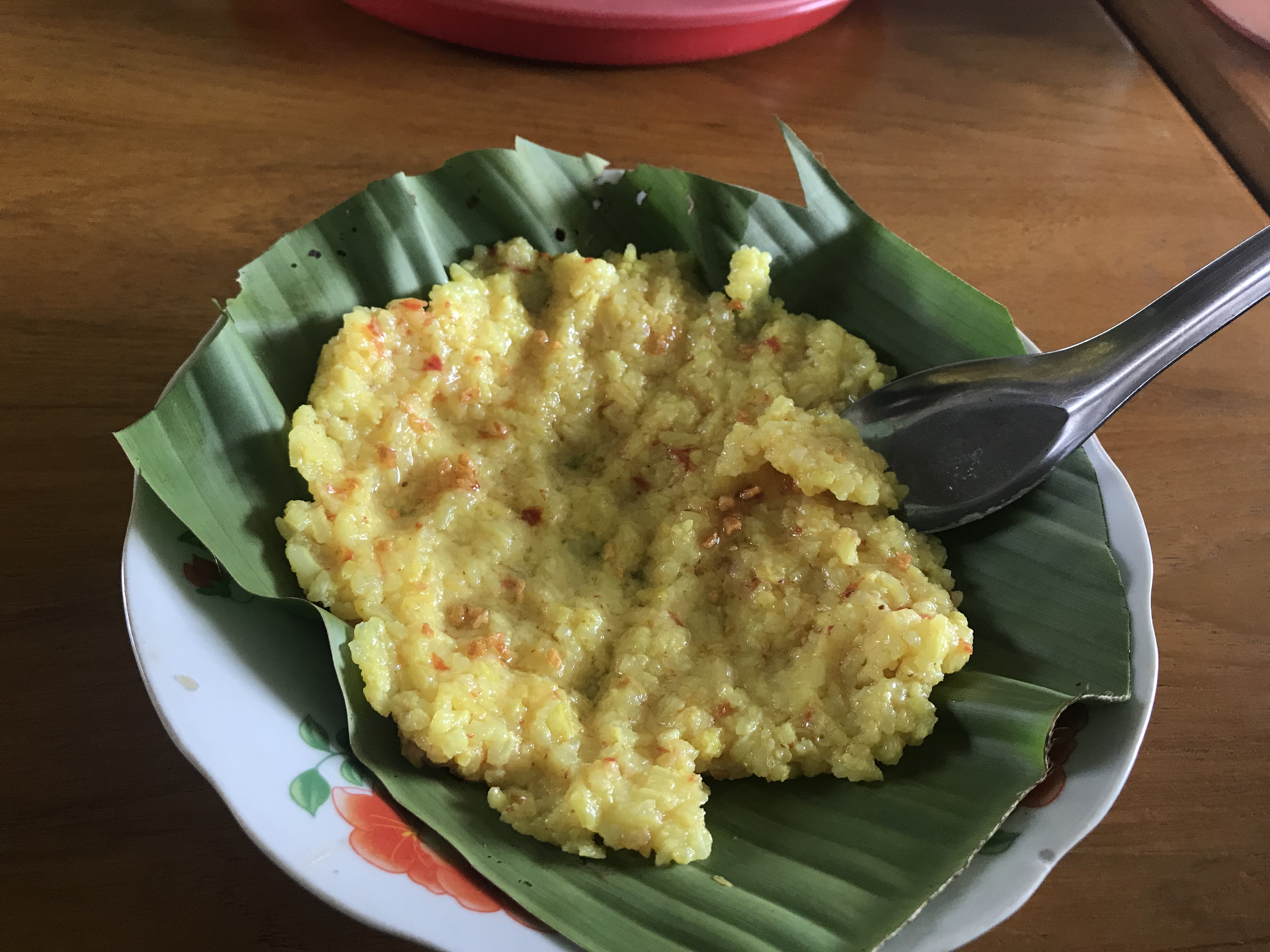
Riz huileux pilé façon shan - servi sur une feuille de bananier aux racines ailées.

## Histoire
Originaires du Yunnan, les Shan ont joué un rôle très important dans l'histoire de la Birmanie à partir du XIIIe siècle (Royaume de Myinsaing). Les Shan sont les descendants de la branche la plus ancienne du Tai-Shan, connue sous le nom de Tai Luang (« Grand Tai ») ou Tai Yai (« Véritable Tai »). Les Tai-Shan qui émigrèrent vers le sud et habitent maintenant le Laos et la Thaïlande modernes sont connus sous le nom de Tai Noi ou Tai Nyai (« petit Tai »). Les Shan ont habité le plateau Shan et d'autres parties de la Birmanie moderne dès le dixième siècle de notre ère. Le royaume shan de Mong Mao (Muang Mao) existe dès le Xe siècle de notre ère, mais devint un État vassal birman sous le règne du roi Anawrahta de Pagan (1044-1077).
Après la chute du royaume de Pagan aux mains des Mongols en 1287, les chefs shan ont rapidement pris le pouvoir dans toute la Birmanie centrale et ont fondé :
| État                                              | Territoire        | Dates                | Notes |
| ------------------------------------------------- | ----------------- | -------------------- | --- |
| Royaume de Myinsaing–Royaume de Pinya (1297–1364) | Birmanie centrale | 1297–1364            | Fondé par trois frères Shan, Athinkhaya, Yazathingyan et Thihathu, le royaume mineur précède le royaume d'Ava.                                  |
| Royaume de Sagaing                                | Birmanie centrale | 1315–1364            | Thihathu est le cofondeur du royaume de Myinsaing et fonda le Royaume de Pinya et le royaume mineur était un prédécesseur du royaume d'Ava.     |
| Confédération des États shan                      | Haute-Birmanie    | 1527–1555            | Un groupe d'États shan dirigé par Sawlon de Mohnyin, saopha qui conquit le royaume d'Ava en 1527 et gouverna la Haute-Birmanie jusqu'en 1555.   |
| État shan (États princiers)                       | États shan        | 1215–1885, 1948–1959 | États princiers shan |
| États shan britanniques/ États shan fédérés       | États shan        | 1885–1922, 1922–1948 | Les États princiers shan de la Birmanie britannique étaient des États princiers souverains, mais ils étaient soumis à la Couronne britannique,. |

Au tournant du XVe siècle, le Royaume d'Ava, d'ethnie birmane, comme le Royaume d'Hanthawaddy, d'ethnie môn, qui dominaient respectivement la Haute et la Basse-Birmanie, avaient tous deux des souverains d'ascendance shan. Les princes shan du nord et de l'est, toujours rebelles, épuisèrent le royaume d'Ava par des raids incessants et le détruisirent en 1527. Ils règnent ensuite sur toute la Haute-Birmanie jusqu'en 1555.
Le roi birman Bayinnaung conquit tous les États shan en 1557. Bien que les États shan deviennent désormais vassaux des royaumes birmans basés dans la vallée de l'Irrawaddy, les saophas shan conservèrent une large autonomie. Tout au long de l'ère féodale birmane, les États shan fournissent beaucoup de main-d'œuvre au service des rois birmans. Sans la main-d'œuvre shan, il aurait été plus difficile pour les Birmans seuls de remporter leurs victoires en Basse-Birmanie, au Siam et ailleurs. Les Shan constituèrent une partie importante des forces birmanes dans la première guerre anglo-birmane de 1824-1826 et combattirent vaillamment, un fait que même les commandants britanniques reconnurent.
Dans la seconde moitié du XIXe siècle, les Shan migrent vers la Thaïlande du nord pour atteindre la province de Phrae. La population shan en Thaïlande est principalement concentrée à Chiang Rai, Chiang Mai, Mae Hong Son, Mae Sariang, Mae Sai et Lampang, où des groupes se sont installés depuis longtemps avec leurs propres communautés et temples. Les Shan sont connus sous le nom de « Tai Yai » dans le nord de la Thaïlande, où le mot « Shan » est très rarement utilisé pour les désigner.
Après la troisième guerre anglo-birmane en 1885, les Britanniques prennent le contrôle des États shan. Sous l'administration coloniale britannique, les principautés shan furent administrées séparément en tant que protectorats britanniques ayant des pouvoirs monarchiques limités investis dans les saophas shan.
Après la Seconde Guerre mondiale, les Shan et d'autres chefs de minorités ethniques négocient avec la majorité dirigeante Birmane à la conférence de Panglong et acceptent de gagner leur indépendance de la Grande-Bretagne dans le cadre de l'union de la Birmanie. Les États Shan eurent la possibilité de faire sécession après 10 ans d'indépendance. Les États Shan sont devenus l'État Shan en 1948 dans une Birmanie indépendante.
Le coup d'État du général Ne Win renverse le gouvernement démocratiquement élu en 1962 et abolit le système des saophas shan.

## Nationalisme

Emblème nationaliste shan.

Une lutte pour l'indépendance des Shan a conduit à une guerre civile périodique en Birmanie depuis des décennies. Actuellement[Quand ?], deux forces insurgées shan opèrent dans l'État shan, l'Armée de l'État Shan Nord (Shan State Army - North / Special Region 3, SSA/SR-3) et l'Armée de l'État Shan Sud qui est la branche armé du Conseil de restauration de l'État shan (Shan State Army - South / Restoration Council of Shan State,SSA-S/RCSS). En 2005, l'Armée nationale de l'État Shan (Shan State National Army, SSNA) est abolie après sa reddition au gouvernement birman. Certaines unités de la SSNA ont rejoint la SSA / RCSS, qui n'a encore signé aucun accord, et est toujours engagée dans la guérilla contre l'armée birmane.
Durant les conflits armés, les villages shan sont souvent brûlés forçant ainsi les populations civiles à fuir en Thaïlande. En 2002, l'armée birmane a bombardé la ville frontalière thaïlandaise de Mae Sai, au sud de Tachileik, dans le but de capturer des membres de la SSA/SR-3 qui avaient fui à travers le Nam Ruak,. En juillet de la même année, dans le canton shan de Mong Yawng, le meurtre d'un membre d'une ONG par la Tatmadaw et la fermeture ultérieure de la frontière avec la Thaïlande entraînèrent le départ des survivants vers le Laos. Cette évacuation a été facilitée par des membres de l'armée de l'État shan et a, à son tour, entraîné des mesures plus strictes restreignant l'aide étrangère dans la région à mesure que la violence augmentait.
Dans tous les cas, les Shan sont soumis aux violence du régime birman. En particulier, les jeunes hommes peuvent être enrôlés indéfiniment dans l'armée birmane ou réduits en esclavage pour effectuer des travaux routiers pendant plusieurs mois, sans salaire et sans nourriture. Les conditions horribles à l'intérieur de la Birmanie ont conduit à un exode massif de jeunes hommes shan vers la Thaïlande voisine, où ils n'ont pas le statut de réfugié. Les Shan en Thaïlande travaillent souvent comme ouvriers sans papiers. Les hommes trouvent généralement un travail mal rémunéré dans la construction, tandis que de nombreuses femmes shan tombent entre les mains de trafiquants d'êtres humains et se retrouvent dans le secteur de la prostitution[citation nécessaire] ou sont mariées de force en Chine. Malgré les épreuves, les Shan en Thaïlande sont conscients de leur culture et cherchent des occasions de se rassembler dans des événements culturels.
Bien que le gouvernement de la Birmanie ne reconnaisse pas l'État Wa, l'armée birmane a fréquemment utilisé l'armée de l'État Wa (United Wa State Army, UWSA) comme alliée dans le but de lutter contre les milices nationalistes shan.

### Communauté exilée

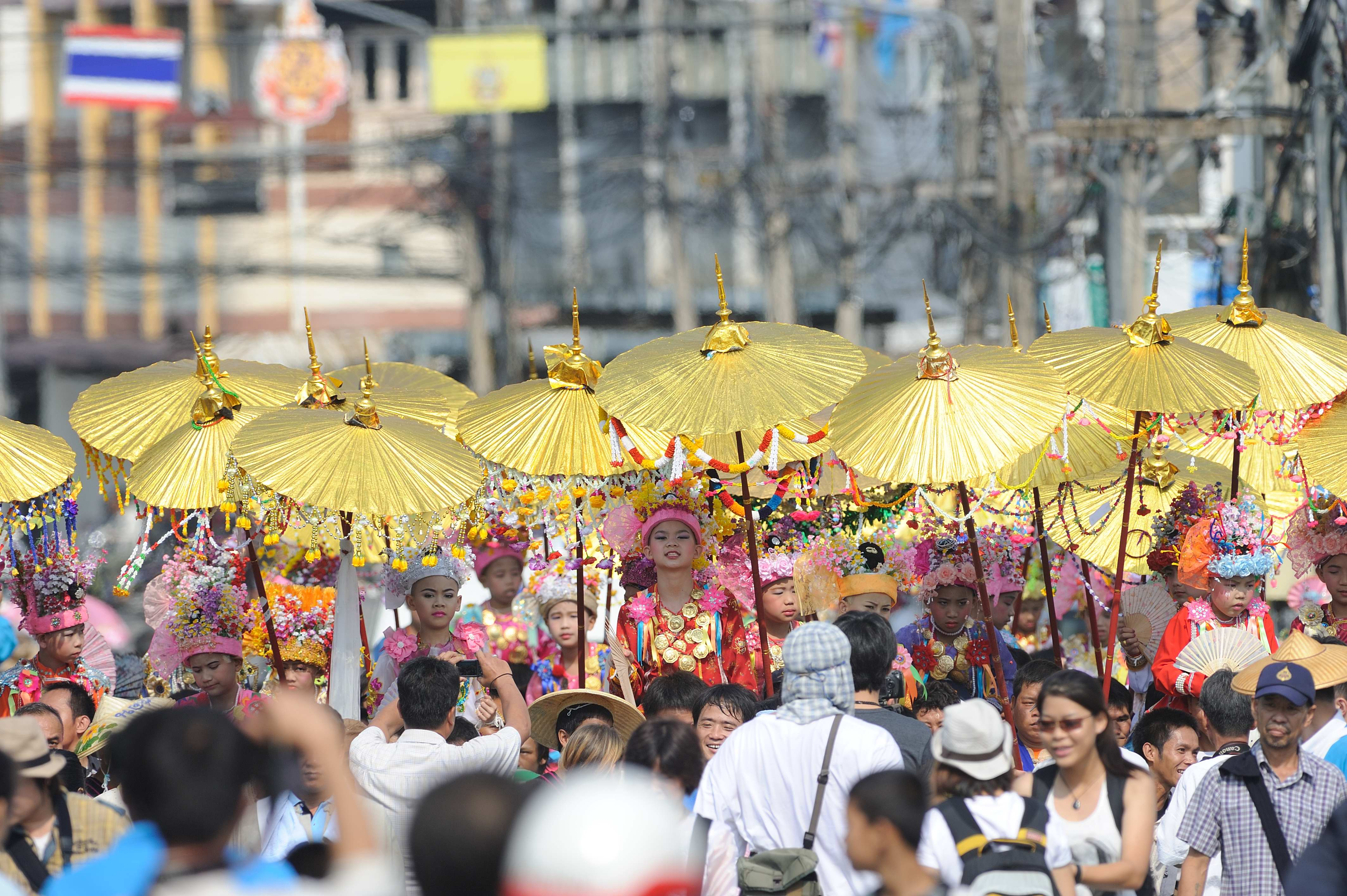
La cérémonie traditionnelle Poy Sang Long d'ordination des novices célébrée par une communauté shan en exil en Thaïlande.

À la suite de l'arrestation de Sao Shwe Thaik de Yawnghwe lors du coup d'État de mars 1962 par le Conseil révolutionnaire dirigé par le général Ne Win, son épouse Sao Nang Hearn Kham fuit en Thaïlande avec sa famille en avril 1962. Sao Shwe Thaik meurt en prison en novembre de la même année. En exil, sa femme se bat pour l'indépendance de l'État shan. En 1964, Sao Nang Hearn Kham et son fils Chao-Tzang Yawnghwe forment le Shan State War Council (SSWC) et l'armée de l'État shan (SSA), devenant président du SSWC. La rébellion shan, commencée en 1958, entre dans une nouvelle phase. Sao Nang Hearn Kham meurt le 17 janvier 2003 en exil au Canada à l'âge de 86 ans.
Le prince Hso Khan Pha (parfois écrit Surkhanfa en thaï), fils de Sao Nang Hearn Kham vécut en exil au Canada. Il fit campagne pour que le régime birman accepte l'indépendance des États fédérés shan afin de respecter la culture traditionnelle et les terres autochtones du peuple shan. Il travailla avec le gouvernement intérimaire shan, avec les exilés shan à l'étranger et avec le régime birman pour l'indépendance.
En mai 2005, les Shan en exil ont déclaré l'indépendance des États fédérés shan. La déclaration d'indépendance fut rejetée par la plupart des autres groupes ethniques minoritaires, de nombreux Shan vivant en Birmanie et le principal parti d'opposition du pays, la Ligue nationale pour la démocratie d'Aung San Suu Kyi. Malgré l'opposition interne à la déclaration d'indépendance, l'armée birmane l'aurait utilisée pour sévir contre les civils shan. Les Shan ont signalé des restrictions de leurs mouvements et une augmentation des raids de l'armée birmane sur les villages shan. L'offensive militaire birmane d'octobre 2015 dans l'État central de shan a déplacé des milliers de Shan, ainsi que des Palaung, Lisu et Lahu, provoquant une crise humanitaire,. Les organisations de la société civile shan sont préoccupées par le manque de réaction de la communauté internationale face à ce conflit.